# ريتشارد يونغر-روس
ريتشارد يونغر-روس هو مهندس معماري وسياسي بريطاني، ولد في 29 يناير 1953 في سري في المملكة المتحدة. نشط حزبياً في الديمقراطيون الليبراليون. في الانتخابات العامة في المملكة المتحدة 2001، انتخب عضو البرلمان الثالث والخمسون للمملكة المتحدة ‏ عن دائرة تاينبريج وقد انضم خلال فترته النيابية ‏ (7 يونيو 2001 – 11 أبريل 2005) للكتلة البرلمانية الديمقراطيون الليبراليون وفي الانتخابات العامة في المملكة المتحدة 2005، انتخب عضو البرلمان الرابع والخمسون للمملكة المتحدة ‏ عن دائرة تاينبريج وقد انضم خلال فترته النيابية ‏ (5 مايو 2005 – 12 أبريل 2010) للكتلة البرلمانية الديمقراطيون الليبراليون.